# Barwadih
Barwadih é uma vila no distrito de Palamu, no estado indiano de Jharkhand.

## Geografia
Barwadih está localizada a 23° 50′ N, 84° 07′ L. Tem uma altitude média de 334 metros (1095 pés).

## Demografia
Segundo o censo de 2001, Barwadih tinha uma população de 7198 habitantes. Os indivíduos do sexo masculino constituem 54% da população e os do sexo feminino 46%. Barwadih tem uma taxa de literacia de 66%, superior à média nacional de 59,5%; com 61% para o sexo masculino e 39% para o sexo feminino. 15% da população está abaixo dos 6 anos de idade.